# Porsche 910
La Porsche 910, ou Carrera 10, est une voiture de course construite par Porsche en 1966 et 1967, issue d'un précédent modèle de la marque, la 906. Quinze exemplaires furent produits au total. Le nom en usine de la 910 était la 906/10. La 910 était considérée comme étant la suite de la série des 906.

## Présentation
La principale différence avec la 906 originale est l'utilisation de jantes et de pneus de 13 pouces, avec un écrou central plutôt que les cinq écrous que l'on retrouve sur les voitures de série. Cela permettait de gagner du temps lors des arrêts aux stands. La voiture ne pouvait plus être utilisée sur la route à la suite de cette modification. En général, la 910 était plus légère et plus courte que la 906.
La Porsche 910 fit ses débuts en 1966, en commençant par participer au Championnat européen de course de côte de Sierre à Crans-Montana en Suisse. Comme motorisation, un six cylindres à plat de 2 000 cm3 développant 220 ch ou un huit-cylindres à plat de 2 200 cm3 développant jusqu'à 270 ch furent utilisés.
La 910 fut exploitée pendant environ une année par son constructeur et eut un assez bon succès lors de cette année. La Ferrari Dino 206P, une voiture rivale, était battue facilement par la 910, mais les victoires sur des circuits rapides contre les Ford GT40 et les prototypes Ferrari se faisaient toujours attendre. Sur les pistes sinueuses comme la Targa Florio, les 910 offriront une belle victoire en 1967, en remportant les 1re, 2e et 3e places.
Aux 1 000 km du Nürburgring de 1967, une armada de six Porsche 910 fut inscrite pour l'épreuve. L'objectif de Porsche était de pouvoir remporter leur première victoire à cette épreuve. Deux des trois huit-cylindres cassèrent, la voiture restante finissant quatrième. Les trois six-cylindres remportèrent les trois premières places du podium, procurant ainsi à Porsche leur première victoire « totale » dans une épreuve majeure du Championnat du monde des voitures de sport, après la triple victoire de la Targa Florio de 1967 et les 12 Heures de Sebring de 1960.
Aux 24 Heures du Mans 1967, la nouvelle Porsche 907 était déjà inscrite à cette épreuve, la 910 finira sixième, derrière la 907 (5e) et devant deux 906 (7e et 8e).
En course de côte, la carrière de la petite et légère 910 version « Bergspyder » continua, avec son moteur huit-cylindres. Elle gagna le championnat européen de 1967 et 1968. À la course de côte de Ollon-Villars, les 910 se classèrent première et deuxième, avec comme pilote Gerhard Mitter et Rolf Stommelen. Ils triomphèrent ainsi devant Herbert Müller et sa Ferrari P propulsée par un énorme V12.